# Bēl-ibni
Bēl-ibni (in babilonese ; ... – Assiria, ...; fl. VIII secolo a.C.) è stato un sovrano babilonese, re di Babilonia, posto sul trono dal sovrano assiro Sennacherib.

## Biografia
Molto poco è noto di Bēl-ibni prima dell'ascesa al trono. Proveniva dalla nobile famiglia dei Rab-bani, ed era cresciuto alla corte assira. Godendo quindi della fiducia del sovrano Sennacherib, venne da questi posto sul trono di Babilonia nel 703 a.C. in contrapposizione al rivale caldeo Marduk-apla-iddina II, optando per un dominio indiretto per via della propria impopolarità presso i babilonesi.
L'esperimento con un re fantoccio nativo non ebbe tuttavia più successo del controllo assiro diretto. Ben presto Bēl-ibni cospirò con i Caldei e gli Elamiti contro gli assiri, ribellandosi così a Sennacherib. La rivolta fu di breve durata: dopo aver sconfitto la coalizione avversaria nel 700 a.C. e aver saccheggiato Akkad, Sennacherib depose Bēl-ibni e lo deportò in esilio in Assiria, sostituendolo con il proprio figlio Ashur-nadin-shumi. Il destino di Bēl-ibni durante l'esilio è ignoto.